# Konica Minolta-Bizhub
L'equip Konica Minolta-Bizhub (codi UCI: KON) va ser un equip ciclista sud-africà de categoria continental que va competir de 2005 a 2009. Corria principalment curses de l'UCI Àfrica Tour. Va ser l'equip on va debutar Chris Froome.

## Principals victòries
- Giro del Cap: Peter Velits (2006)
- Amashova National Classic: Christoff Van Heerden (2007)
- Tour de Hong Kong Shanghai: Christoff Van Heerden (2008)

### Grans Voltes
- Tour de França
  - 0 participacions

- Giro d'Itàlia
  - 0 participacions

- Volta a Espanya
  - 0 participacions

## Classificacions UCI
L'equip participava en els circuits continentals i principalment a les proves de l'UCI Àfrica Tour. La taula presenta les classificacions de l'equip i el millor ciclista en la classificació individual.
UCI Àfrica Tour
| Temporada | Classificació per equips | Millor ciclista en la classificació individual |
| --------- | ------------------------ | ---------------------------------------------- |
| 2005      | 3r                       | James Lewis Perry (13è)                        |
| 2006      | 2n                       | Peter Velits (13è)                             |
| 2007      | 7è                       | Tiaan Kannemeyer (48è)                         |
| 2008      | 5è                       | Christoff Van Heerden (4t)                     |
| 2009      | 12è                      | Kosie Loubser (41è)                            |

UCI Amèrica Tour
| Temporada | Classificació per equips | Millor ciclista en la classificació individual |
| --------- | ------------------------ | ---------------------------------------------- |
| 2008      | 25è                      | Christoff Van Heerden (63è)                    |

UCI Àsia Tour
| Temporada | Classificació per equips | Millor ciclista en la classificació individual |
| --------- | ------------------------ | ---------------------------------------------- |
| 2005      | 33è                      | James Lewis Perry (111è)                       |
| 2006      | 20è                      | John-Lee Augustyn (51è)                        |
| 2007      | 37è                      | Christopher Froome (108è)                      |
| 2009      | 52è                      | Denis Van Niekerk (230è)                       |

UCI Europa Tour
| Temporada | Classificació per equips | Millor ciclista en la classificació individual |
| --------- | ------------------------ | ---------------------------------------------- |
| 2005      | 57è                      | James Lewis Perry (113è)                       |
| 2006      | 62è                      | Peter Velits (76è)                             |
| 2007      | 105è                     | Christopher Froome (571è)                      |